# Frederick John Robinson
Frederick John Robinson, 1. hrabě z Riponu (1. listopad 1782 – 28. leden 1859), známý lépe jako vikomt Goderich, byl britský státník a premiér.
Robinson se narodil 1. listopadu 1782 jako syn Thomase Robinsona, 2. barona z Granthamu a jeho ženy Mary Robinsonové. Studoval na Harrow School a St John'a College v Cambridge.
Do politiky vstoupil jako poslanec Dolní sněmovny roku 1806. Roku 1812 byl jmenován tajným radou a zastával různé méně významné pozice ve vládě Roberta Jenkinsona. Roku 1818 se stal členem vlády jako prezident obchodní komory. Po Nicholasi Vansittartovi převzal roku 1823 funkci ministra financí.
Roku 1827 byl povýšen do šlechtického stavu jako vikomt Goderich a zastával funkce ministra zahraničí a předsedy Sněmovny lordů ve vládě George Canninga, která však z důvodu premiérovy smrti měla jen krátké trvání.
Poté se stal jeho nástupcem a vůdcem koalice umírněných Toyů s Whigy Robinson. Robinson byl schopným ministrem, ale jako předseda vlády se neosvědčil a nebyl schopen koordinovat její činnost. Jeho nástupcem se stal Arthur Wellesley.
Roku 1830 přestoupil Robinson na stranu Whigů, vstoupil do vlády Charlese Greye jako ministr války a kolonií. Roku 1832 by jmenován hrabětem z Riponu a stal se strážcem tajné pečeti. Následující rok se ale s Whigy pro rozdílné názory na odluku církve od státu v Irsku rozešel.
V druhé vládě Roberta Peela zastával funkci předsedy úřadu pro obchod a později prezidenta kontrolního úřadu Východoindické společnosti.